# Coupure (kanaal in Brugge)

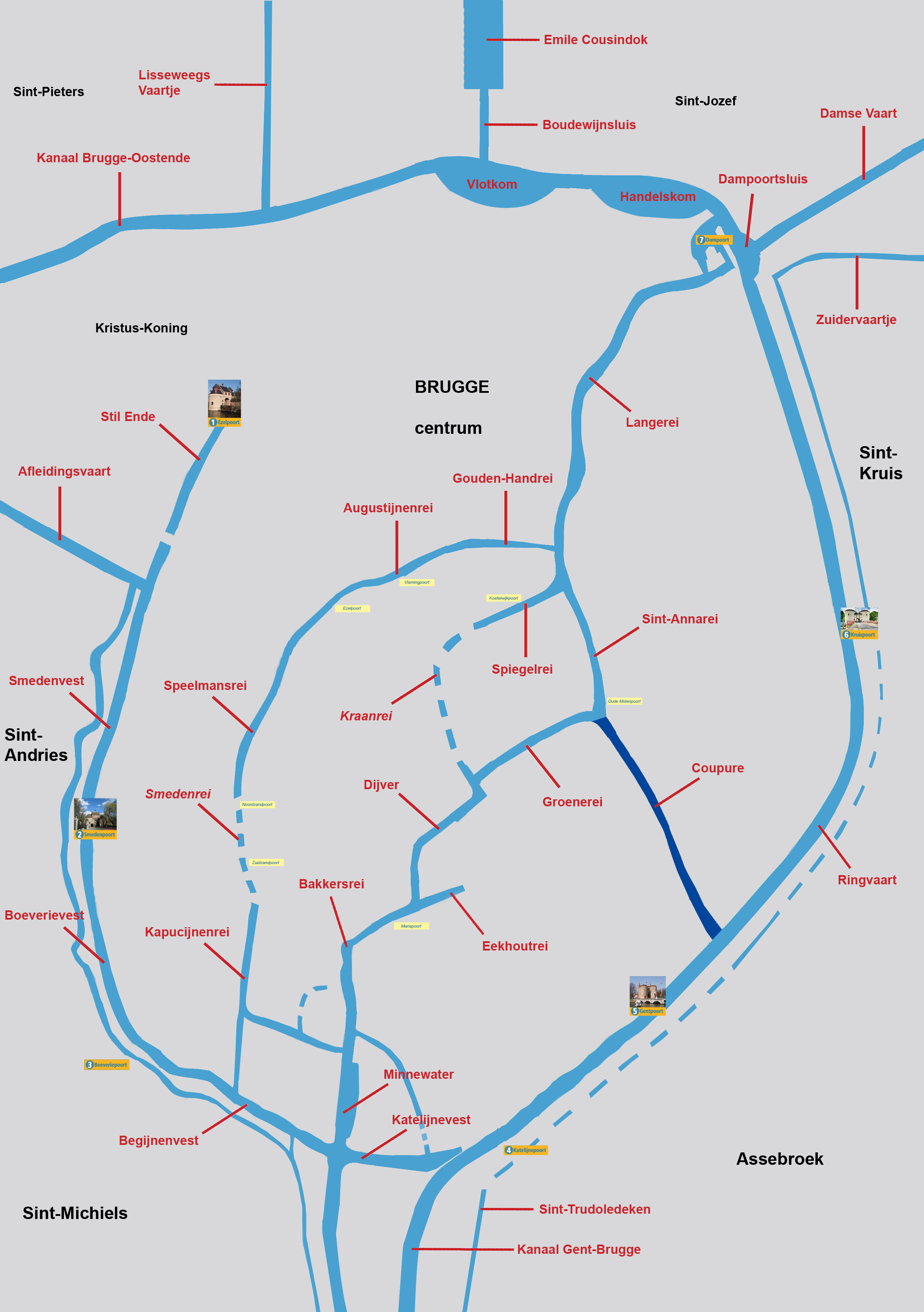
Situering van de Coupure (donkerblauw)

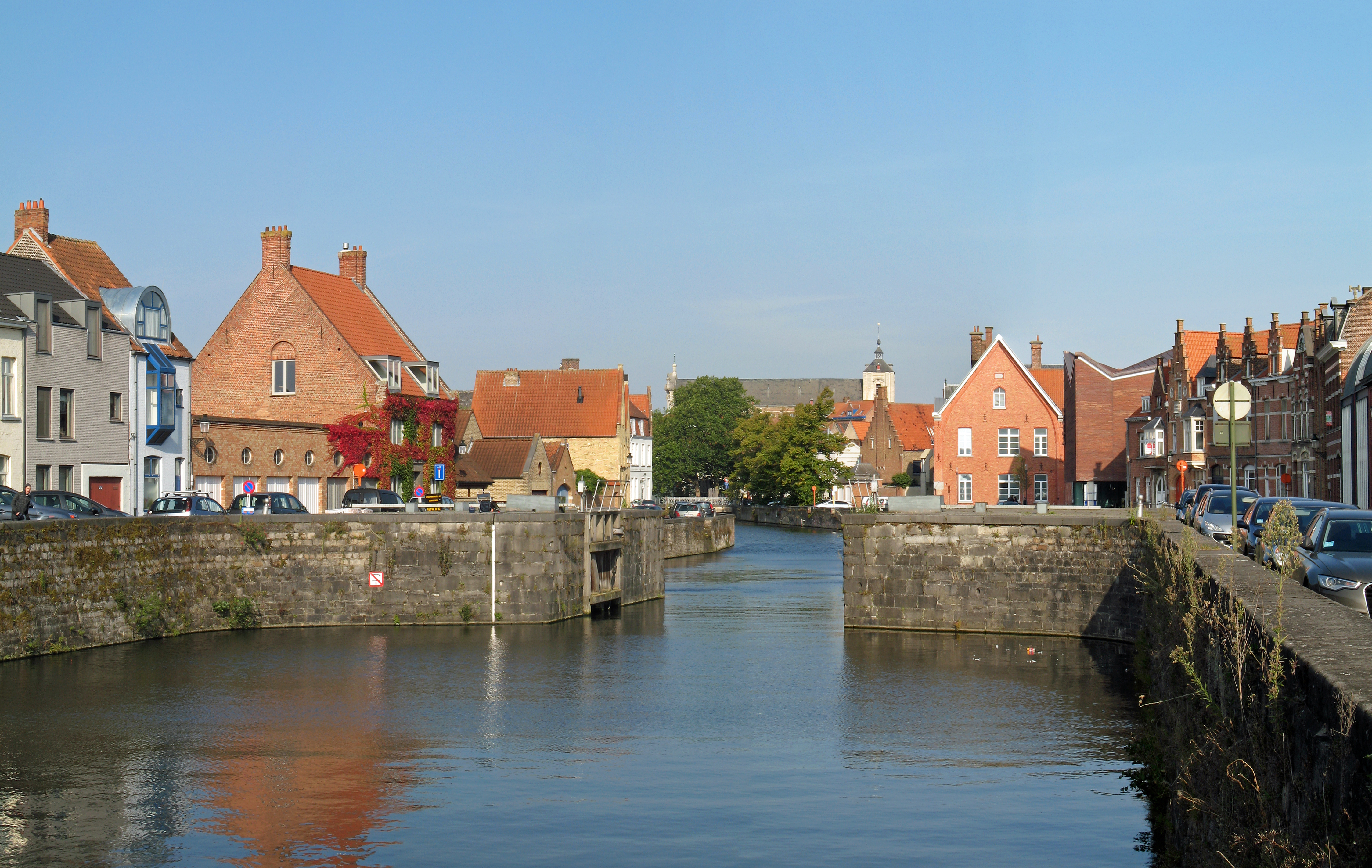
De Coupure (kanaal)

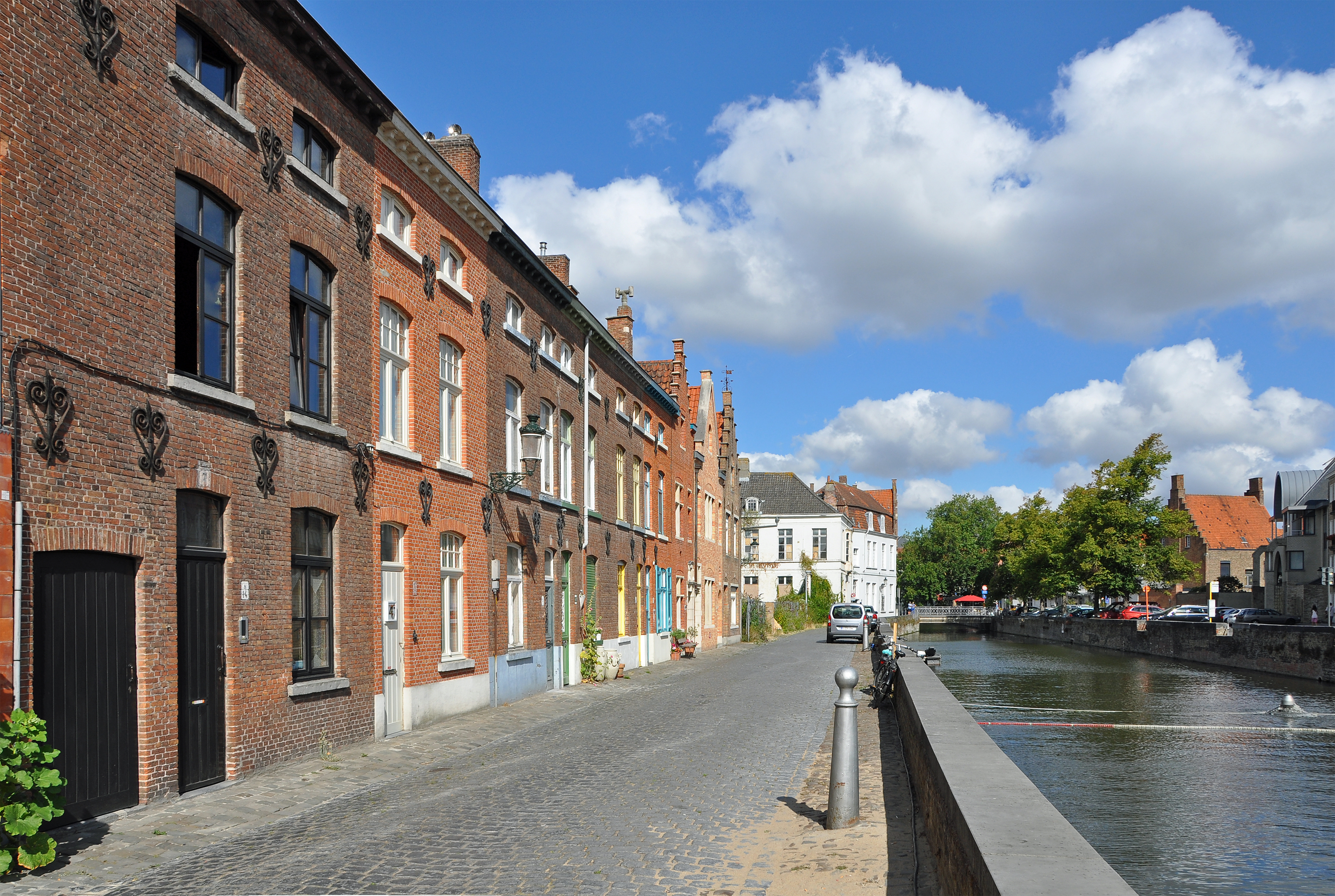
De Coupure (straat)

De Coupure is een kanaal in het centrum van de stad Brugge. Het is meteen ook de naam voor de straat Coupure, die er aan de westelijke zijde langs loopt en van 1753 tot in 1935 Coupurerei genoemd werd. De straat langs de oostelijke zijde heet Predikherenrei.

## Snede
De Coupure werd gegraven in de periode 1751-1753, als een onderdeel van het kanaal dat Gent, Brugge en Oostende met elkaar diende te verbinden. Het octrooi voor het graven van de Coupure werd in 1751 uitgevaardigd door Maria Theresia van Oostenrijk en haar gevolmachtigd minister Antoniotto Botta Adorno. De Coupure loopt van de Ringvaart tussen de Bonin- en de Kazernevest, iets ten noorden van de Gentpoort, tot aan de samenvloeiing van de Groenerei en de Sint-Annarei.
Vroeger eindigde het kanaal Brugge-Oostende nabij de Dampoort, terwijl de Gentse Vaart aan het Minnewater begon. Om van het ene kanaal naar het andere te geraken, moest men dwars door Brugge varen. De nieuwe vereisten brachten echter met zich mee dat de waterwegen door het centrum van Brugge dienden te worden verdiept. Dit was mogelijk voor de Langerei en de Sint-Annarei, maar voor het gedeelte tussen de Molenbrug en het Minnewater bleek dit niet haalbaar. Daarom besloot men halverwege de 18e eeuw de Coupure te graven. Het gedeelte van de buitenvestingsgracht tussen de Coupure en de Katelijnepoort, waar de Gentse vaart begon, werd eveneens verbreed en uitgediept. Tot 1855 vormde de as Langerei - Sint-Annarei - Coupure de doorvaart van de Oostendse vaart naar de Gentse vaart. Daarna werd de vestinggracht tussen de Coupure en de Dampoort eveneens bevaarbaar gemaakt en werden aan de Dampoort de nodige sluizen gebouwd. Hiermee ontstond de huidige omvaart rond de binnenstad van Brugge.
De aanleg van dit kanaal betekende letterlijk een snede door de stad Brugge. Huizen, enkele straatjes en een kloostertuin dienden te verdwijnen om de verbinding met de reeds bestaande Langerei mogelijk te maken. Dankzij de afsnijding via de Coupure vermeed men de smalle, bochtige reitjes in het zuiden van de stad.
Langs beide zijden van de nieuwe waterweg werd een straat aangelegd. Langs de oostelijke kreeg de weg de naam Predikherenrei, aan de westelijke werd het Coupurerei, later Coupure.

## Predikherenklooster
Een deel van het domein van het Dominicanenklooster werd voor de aanleg van de Coupure onteigend. In 1796 werd het klooster afgeschaft. De kerk werd afgebroken, met uitzondering van enkele elementen van het voorportaal. Die zijn thans nog zichtbaar (en als monument beschermd), geïntegreerd in een appartementsgebouw dat uit de jaren 1980 dateert. Het grootste deel van het klooster is bewaard gebleven en werd in 2001 als monument beschermd. Het ene deel werd in de negentiende eeuw ingenomen als rijkswachtkazerne, waarbij een voorgebouw langs de Predikherenrei werd opgetrokken, met er achter het gaaf gebleven klooster. Dit gedeelte werd in 2005 gerestaureerd. Het tweede deel, dat er onmiddellijk op aansluit, is langs de Langestraat bereikbaar en werd lang als 'Hotel Verriest' uitgebaat, alvorens het lokaal van het Brugse Rode Kruis te worden. Dit gedeelte wacht op restauratie in functie van een gebruik als Rijksarchief. Naast de kloostergebouwen werd in 1810 langs de Predikherenrei een classicistisch gebouw opgetrokken. Dit gebouw ging in 2011 tegen de vlakte, om plaats te maken voor een ondergrondse parkeerplaats en een nieuwbouw voor het Rijksarchief.

## Recreatie
Ondertussen heeft het kanaal zijn economische betekenis verloren, omdat de vrachtschepen een andere route nemen, via de Ringvaart. De Coupure wordt nu hoofdzakelijk bevaren door recreanten. Er is een kleine jachthaven, waar ook een paar woonboten liggen aangemeerd.
Ter hoogte van de oude vesten en de Ringvaart, waarop de Coupure aansluit, werd in 2002 een fiets- en voetgangersbrug over de Coupure aangelegd. Deze werd ontworpen door Jürg Conzett. Het was het sluitstuk voor de fiets- en wandelpaden langs de oude vesten rond de binnenstad. Voorheen moesten fietsers en wandelaars een omweg maken tot halverwege de Coupure, om daar het water over te steken.

## Bekende bewoners
- Jules Fonteyne, kunstenaar (woonde er van 1951 tot aan zijn dood in 1964)

## Galerij

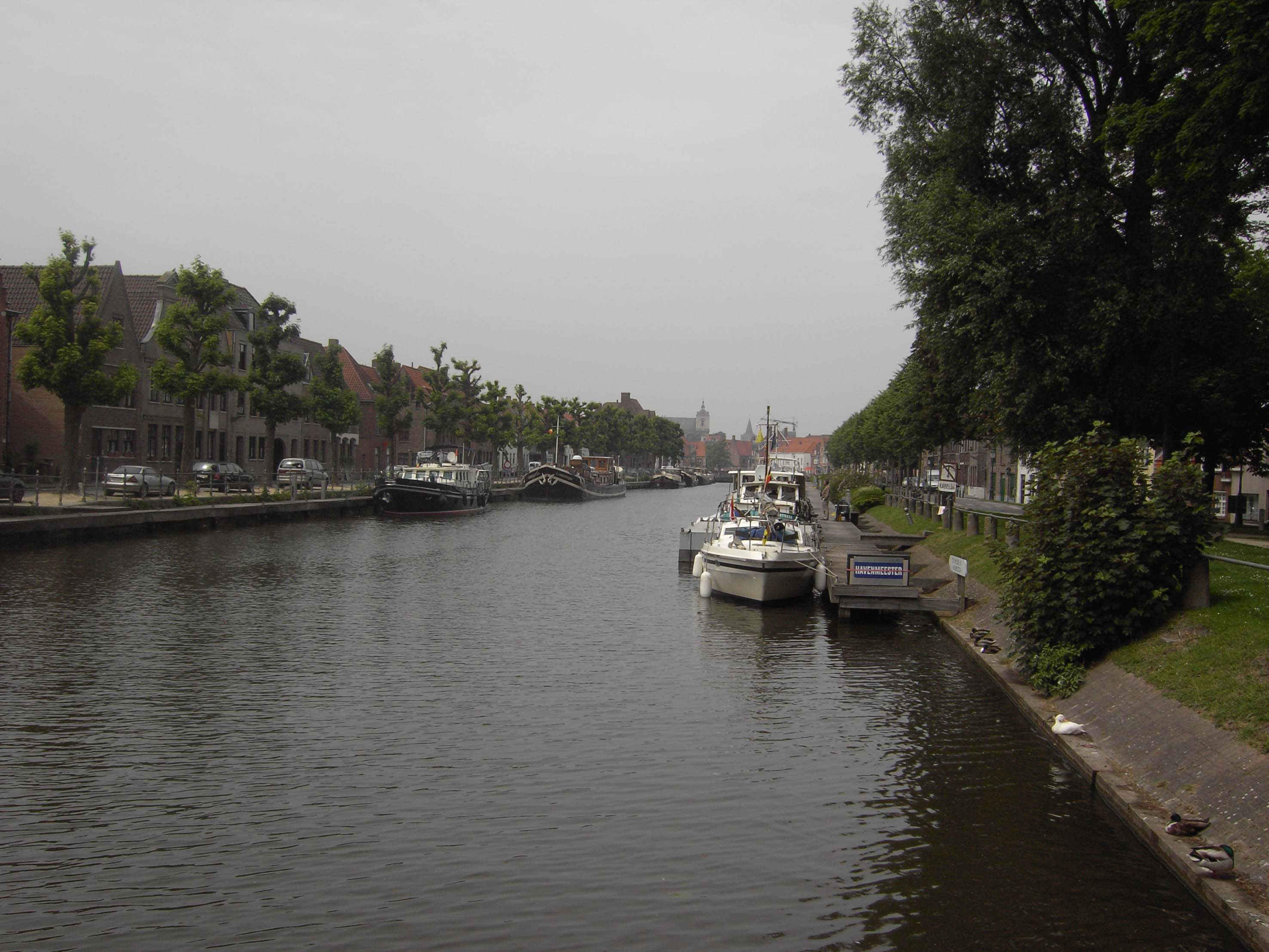
De Coupure in Brugge.
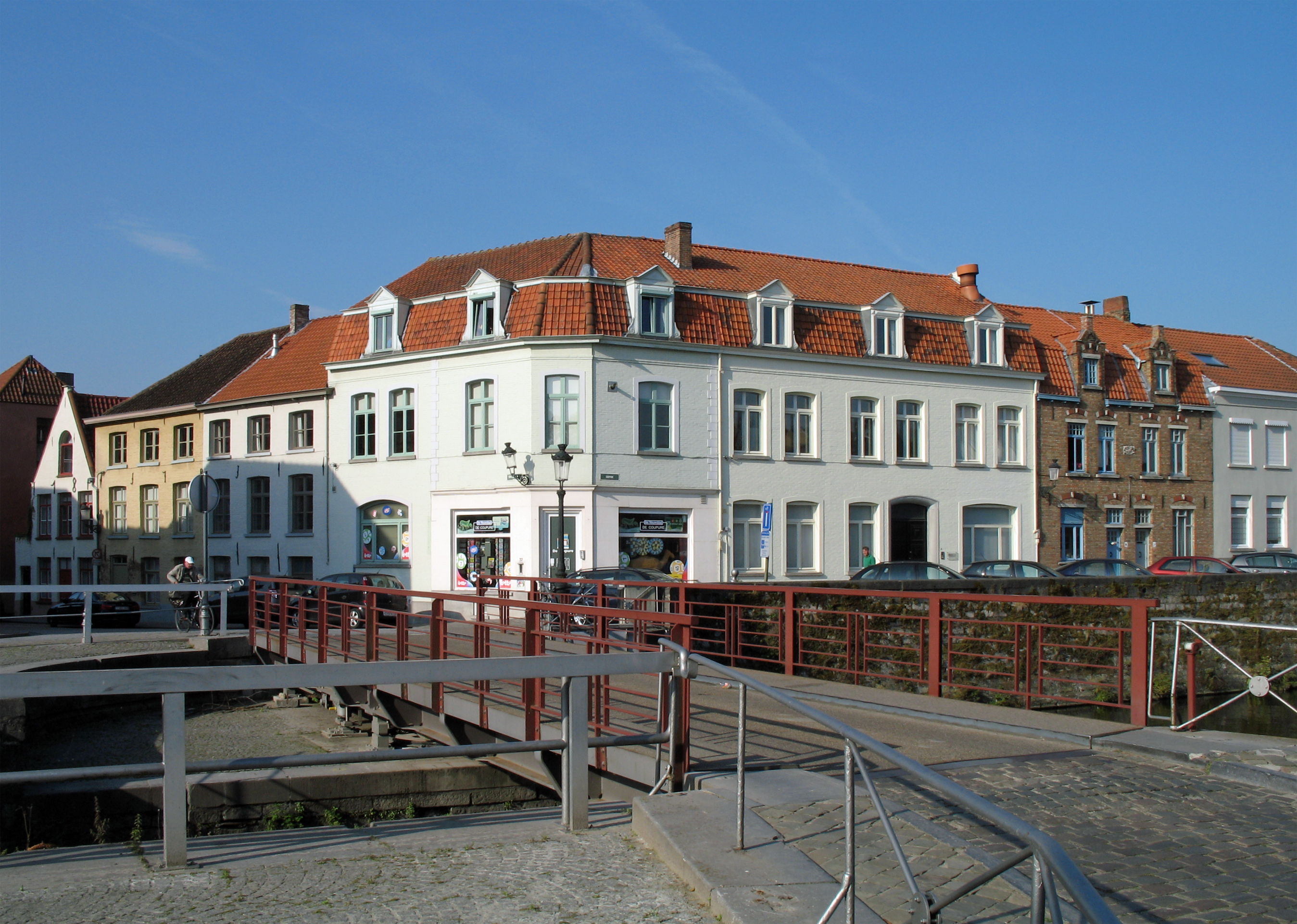
De Coupurebrug verbindt de Schaarstraat met de Hooistraat
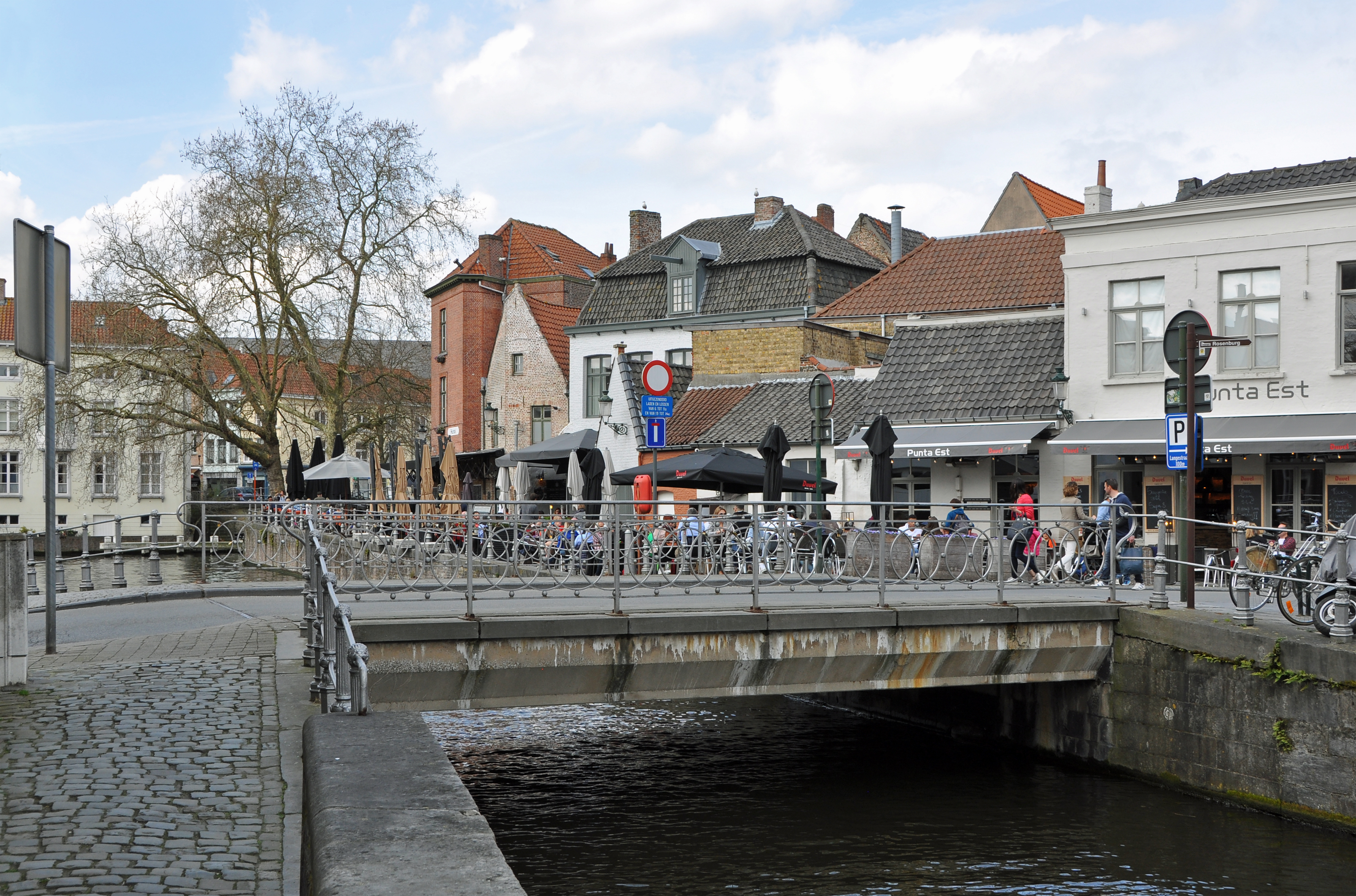
De Predikherenbrug
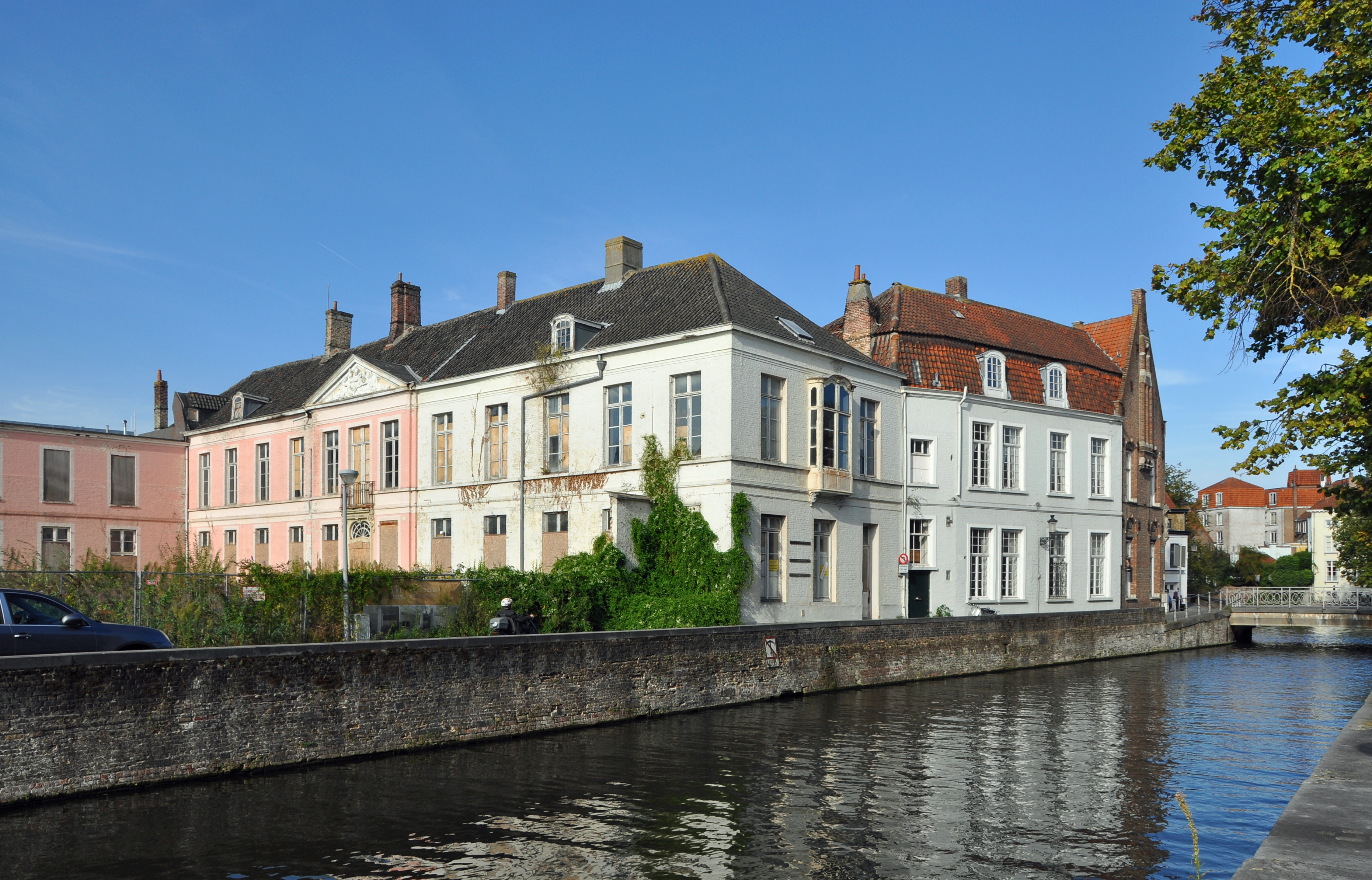
De Coupure en het beschermde herenhuis d'Hanins de Moerkerke
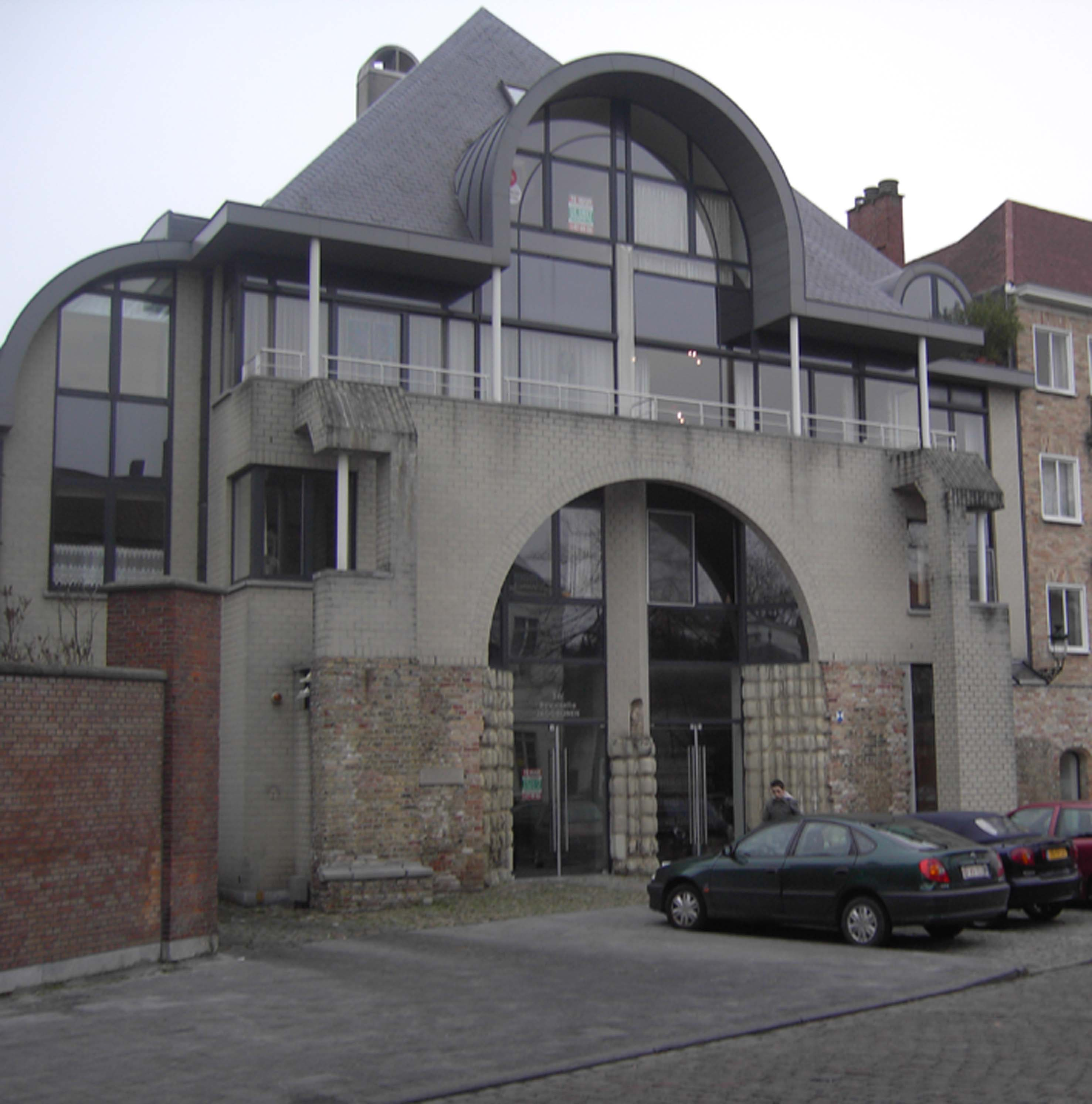
De restanten van het voorportaal van de voormalige Dominicanenkerk aan de Predikherenrei, thans verwerkt in een appartementsgebouw.
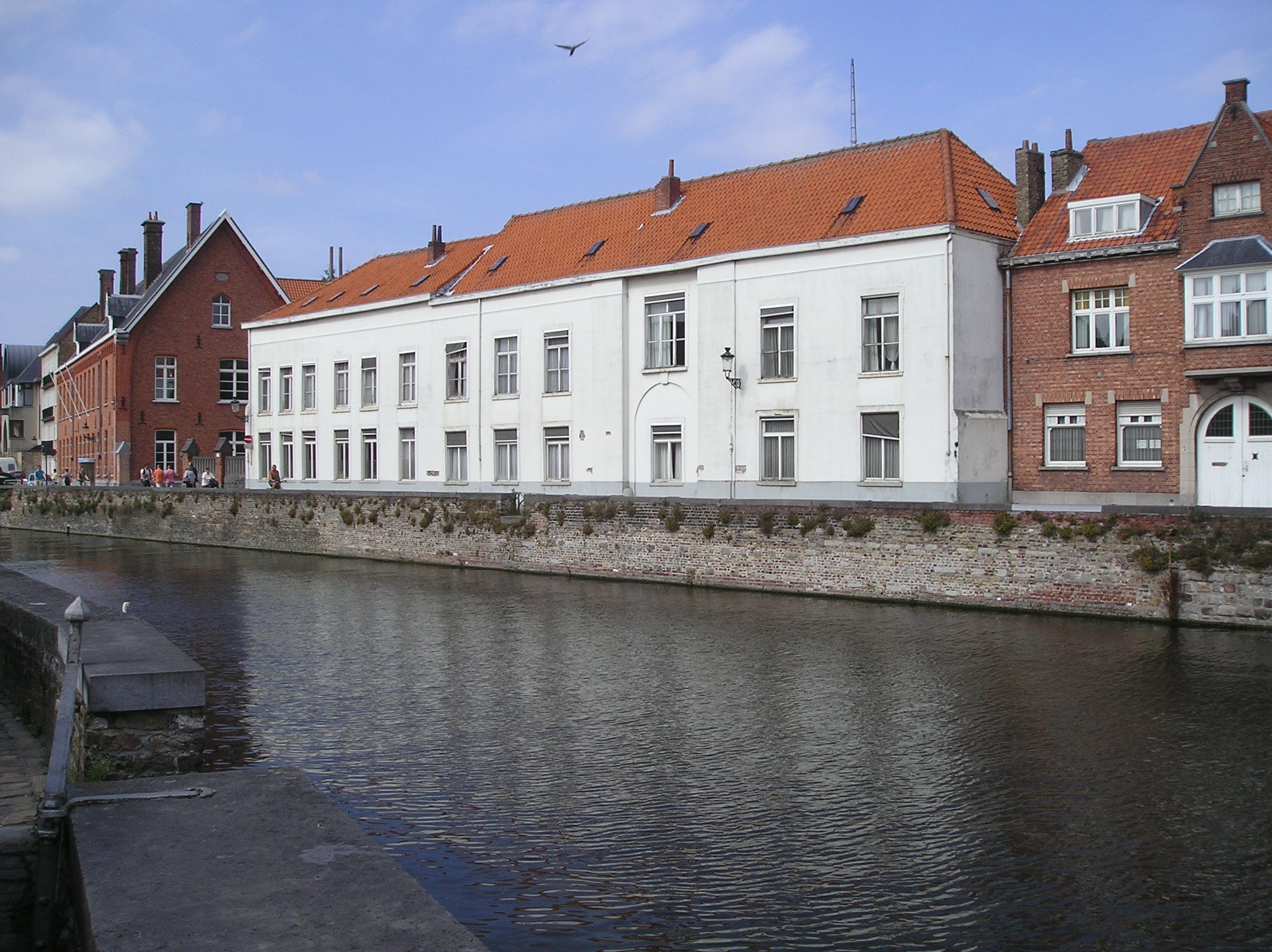
Het classicistische gebouw uit 1810, deel van de voormalige Rijkswachtkazerne langs de Predikherenrei; gesloopt in november 2010.
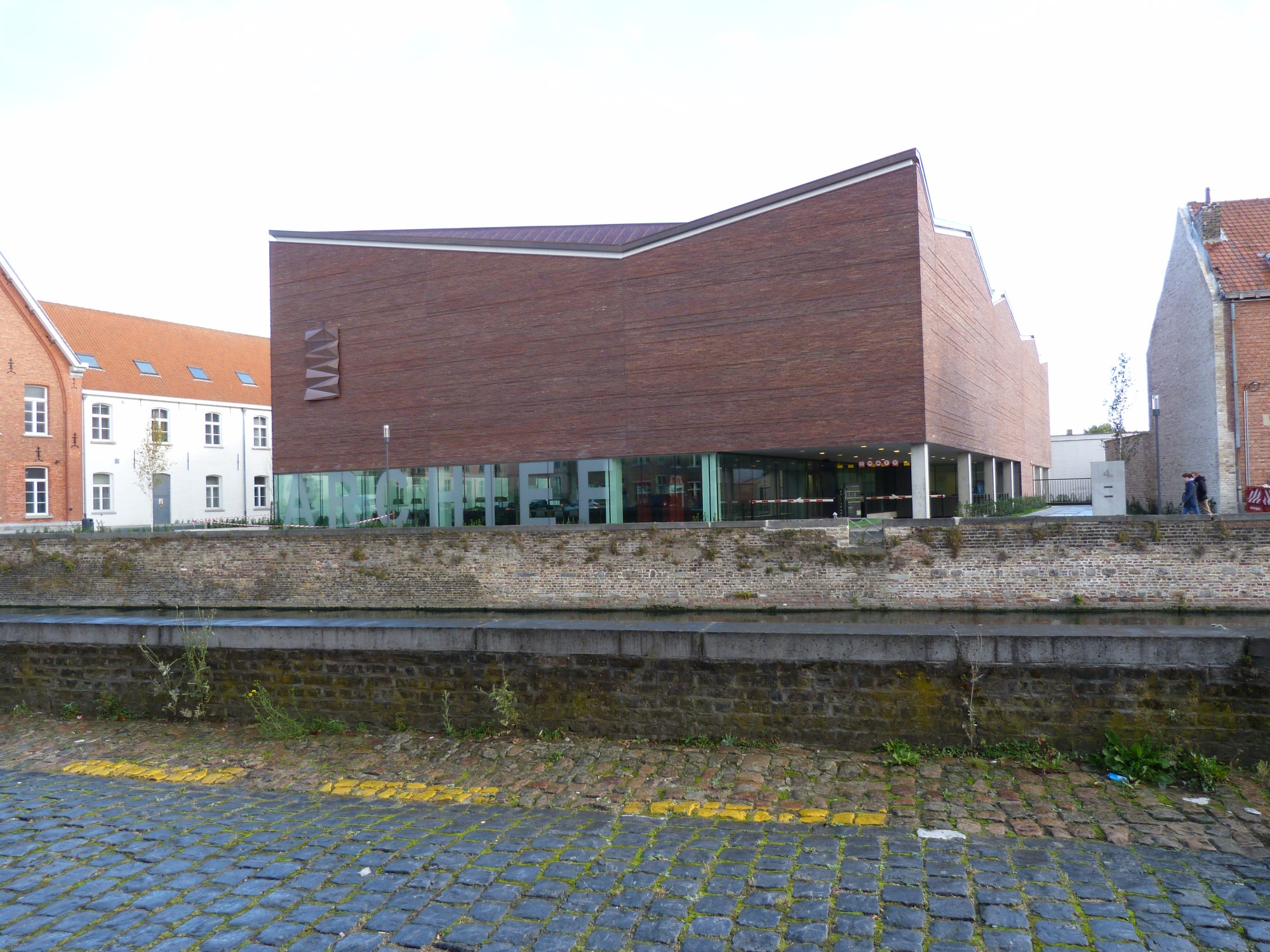
Het nieuwe Rijksarchief op de plaats van het gesloopte classicistische gebouw uit 1810.
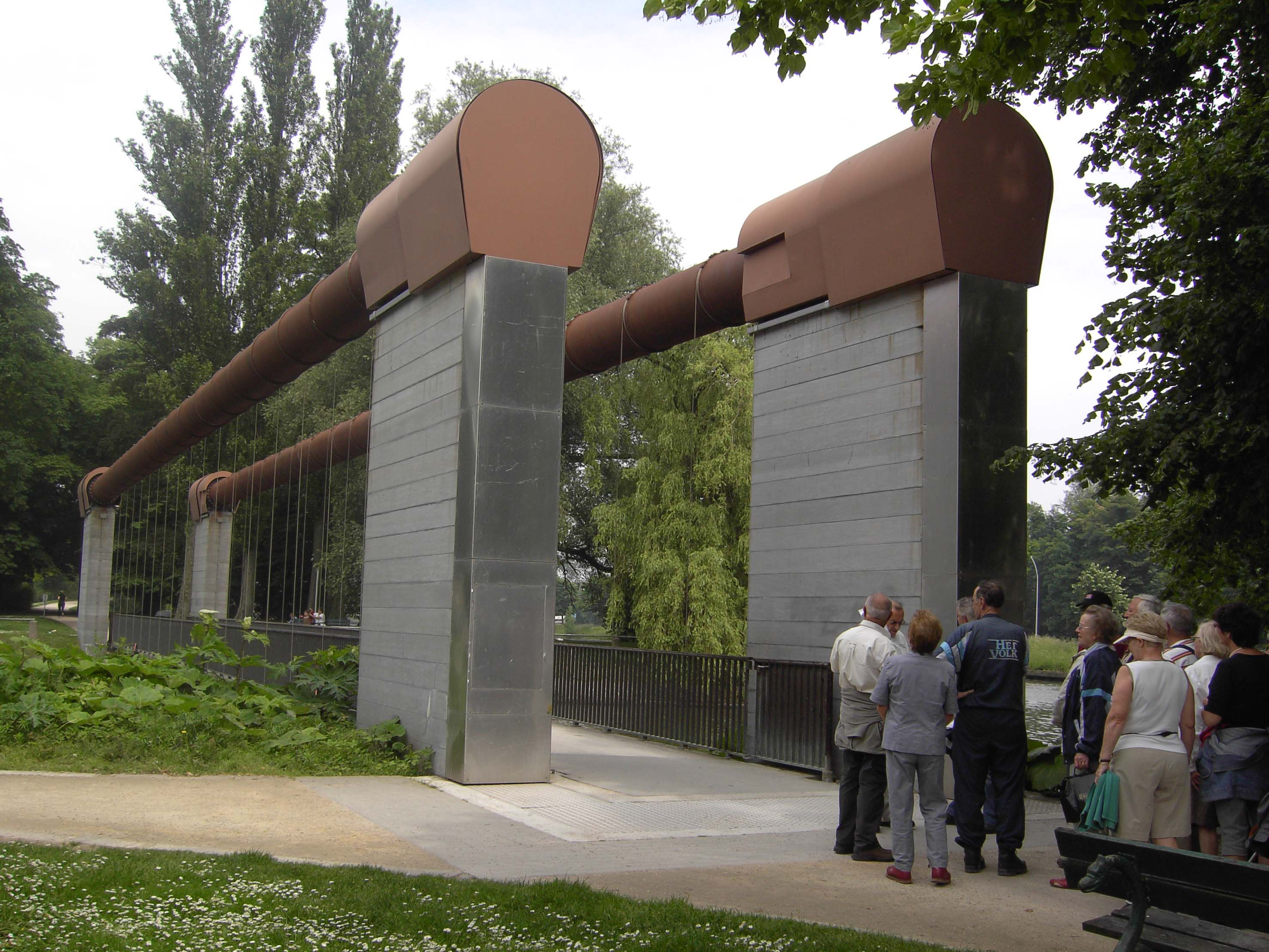
De Conzettbrug.